# Tout le monde il est sexy, tout le monde il est cochon
Pour plus de détails, voir Fiche technique et Distribution.
Tout le monde il est sexy, tout le monde il est cochon (Le dieci meraviglie dell'amore) est un film érotique ouest-germano-italien réalisé par Sergio Bergonzelli et Theo Maria Werner, sorti en 1969.

## Fiche technique
- Titre original italien : Le dieci meraviglie dell'amore[1]
- Titre allemand : Libido, das große Lexikon der Lust[2]
- Titre français : Tout le monde il est sexy, tout le monde il est cochon ou Les Dix Merveilles de l'amour[3]
- Réalisateur : Sergio Bergonzelli, Theo Maria Werner (sous le nom de « Werner Hauff »)
- Scénario : Sergio Bergonzelli, Fabio De Agostini, Theo Maria Werner (sous le nom de « Werner Hauff »)
- Photographie : Fausto Zuccoli
- Montage : Vincenzo Vanni
- Musique : Piero Piccioni
- Décors : Cesare Monello
- Production : Cesare Canevari, Arrigo Colombo, Italo Martinenghi, Theo-Maria Werner
- Sociétés de production : Cinesecolo (Milan), Internazionale Nembo Distribuzione Importazio (Rome), Parnass Film (Munich)
- Pays de production :  Italie -  Allemagne de l'Ouest
- Langue originale : italien
- Format : Couleurs par Eastmancolor - 1,66:1 - Son mono - 35 mm
- Durée : 88 minutes
- Genre : Drame érotique
- Dates de sortie :
  - Italie : 17 avril 1969
  - Allemagne de l'Ouest : 22 octobre 1971
  - France : 5 avril 1973[3]

## Distribution
- Bernhard de Vries (nl) : Zeno
- Brigitte Skay : Claudia
- Angelo Infanti : Pericle
- Hansi Linder : Aicha
- Tom Felleghy  : le père de Pericle
- Attilio Martella : Professeur Morelli